# Divadlo Na Rejdišti
Divadlo Na Rejdišti je repertoárová divadelní scéna sloužící pro inscenace studentů Pražské konzervatoře. Divadlo sídlí na Starém Městě v městské části Praha 1 v budově konzervatoře, vstup pro veřejnost je z Dvořákova nábřeží č. 2, studenti konzervatoře mohou vstupovat přímo z prostor školy (Na Rejdišti 1). Koncertní sál Pražské konzervatoře je moderní budovou stojící ve vnitrobloku školy. Pořádají se zde pravidelné koncerty studentských hudebních těles a často je sál využíván také profesionálními soubory.

## Historie

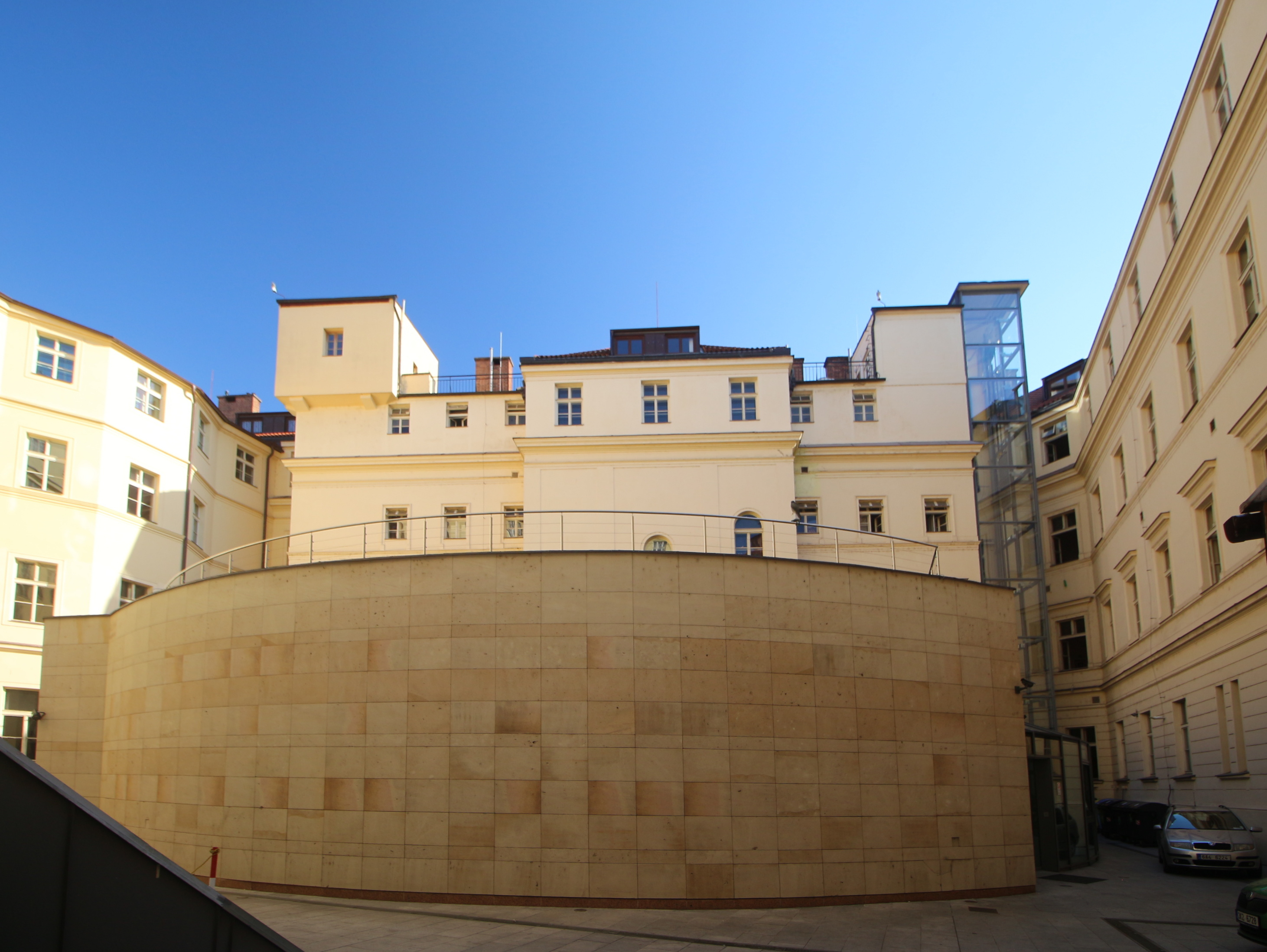
Koncertní sál Pražské konzervatoře

Provoz Divadla Na Rejdišti byl zahájen 21. února 2011. 
Divadlo Na Rejdišti je oficiální divadelní scénou Pražské konzervatoře. Hlavním účelem divadla je jevištní praxe studentů pátých a šestých ročníků, především oboru hudebně dramatického (hereckého), dále pak oboru populární zpěv a klasický zpěv. 
Studenti tak získávají nezbytnou praxi vystupování před živým publikem a setkávají se s významnými profesionálními režiséry a dalšími osobnostmi.
Vedoucím divadla je Veronika Pospíšilová, dramaturgem divadla je Radek Brož (od roku 2018). 